# Hartmannellidae
A Hartmannellidae az Amoebozoa Euamoebida csoportjának többnyire talajlakó fajokból álló csoportja. Aktív állapotában hengeres, egy vezető állábbal és alálláb nélkül. Ez hasonlít a meztelencsigákra. Az rRNS-alapú fák alapján a hagyományos meghatározás szerinti Hartmannellidae a hasonló formával rendelkező Amoebidae kládra nézve parafiletikus.

## Történet
1931-ben írta le Volkonszkij, de típusnemzetségét, a Hartmannellát már 1912-ben leírta Aléxéieff, míg a Saccamoeba nemzetséget 1892-ben írta le először Frenzel. 2011-ben egészítették ki meghatározását Szmirnov et al.
Korábban a Vermamoeba vermiformist ide sorolták Hartmannella vermiformis néven, ezt először a wisconsini Pigeon-tóból és az indianai Kankakee-folyóból mutatták ki. 2011-ben Szmirnov et al. kimutatták, hogy a többi Hartmannella-fajnak nem közeli rokona, így később az Echinamoebidae, majd a Vermamoebida tagja lett. Ennek ellenére több későbbi tanulmány továbbra is Hartmannella vermiformisként írta le, és a Hartmannellidae csoportba sorolta.
18S rRNS-alapú filogenetika alapján parafiletikus csoport 2017 előtti definíciója szerint. 2020-ban molekuláris filogenetikai elemzések igazolták, hogy a Polychaos is Hartmannellidae-nemzetség.

## Morfológia
Héj nélküli amőbaklád mono- vagy polipodiális (1, illetve több állábú) sejttel és jól látható elülső hialoplazmával. Sejtplazmájában a szemcsék, ha vannak, lehetnek lapos bipiramisok, lemezek, lemezcsoportok. Sejtmagja ellipszoid vagy gömbölyű. Előfordulhat magmembránja közelében endoszóma, de például a P. dubium nem rendelkezik vele.
Vannak morfológiai adatok a Saccamoeba limaxról is, a hozzá hasonló amőbák mozgását az amőboid mozgás általános kontrakciós modellje írja le. Ebben a monopodiális sejt egésze vagy a polipodiális sejt állábai kéregben lévő, aktomiozin szálakban gazdag gélszerű sejtplazmát tartalmazó csőként írhatók le, míg a cső axiális belseje folyékony szol, a sejtplazma itt előreáramlik az állábat megnyújtva (monoaxiális sejtplazmaáramlás).
Állábai lobopódiumok. Sejtplazmájában vakuólumos vezikulumoknak megfelelő világos területek láthatók.

## Életciklus
Nincs ostoros állapota vagy mozgóalak-váltakozása.

## Ökológia
Számos termotoleráns faja van, emellett a Legionella pneumophila baktériummal szimbiózisban élhet, és lehetővé teszi számára a környezetben való gyors terjedést. Gyakran más Amoebozoa-nemzetségek fajaival együtt fordul elő.
Természetes gazdája nincs, de alkalmanként előfordul a humán emésztőrendszerben. Állatokba feltehetően környezeti kitettség és kontamináció révén jut.
Az édesvízi élőhelyekbe az Amoebidae és Vannellidae kládoktól függetlenül került, ott élő nemzetsége például a Saccamoeba.
Természetes és mesterséges környezetekben – például kórházi vízhálózatokban is – egyaránt gyakori. Nem található meg forró vizű balneoterápiás fürdőkben.
A Saccamoeba lacustris parazitája a Metachlamydia lacustris.

## Genetika
A Polychaos dubium rendelkezik a legnagyobb feltételezett genommal (670 Gbp), azonban genommérete vitatott, mivel a molekuláris módszerek kialakulása előtt becsülték.

## Rendszertan
8 nemzetsége van, ezek a Cashia, a Copromyxa, a Copromyxella, a Glaeseria, a Hartmannella, a Ptolemeba, a Polychaos és a Saccamoeba. Szmirnov et al. az Amoebidae őseként írták le – a monotaktikus limaxmorfológiát az Amoebidae kládban, így például az Amoeba és Chaos nemzetségekben megtalálható politaktikus morfológia lehetséges őseként írták le.